# Badminton Association of Malaysia
Die Badminton Association of Malaysia (Malaiische: Persatuan Badminton Malaysia) ist die oberste nationale administrative Organisation in der Sportart Badminton in Malaysia. Der Verband wurde in seiner heutigen Form 1964 gegründet, hat seinen Vorläufer jedoch in der am 11. November 1934 gegründeten Malayan Badminton Association (Malaiisch: Persatuan Badminton Malaya).

## Geschichte
Die Gründung des Verbandes 1964 ist jedoch nicht der Beginn der Badmintonaktivitäten auf dem Gebiet des heutigen Malaysias. Badminton wurde dort schon erstmals in den 1920er Jahren gespielt, zuerst auf den Teeparties der „Towkays“ (Geschäftsleute). Es folgten Freundschaftsspiele und Provinzvergleiche. 1934 gründeten dann die Verbände der Provinzen Perak, Penang, Selangor und Singapur den malayischen Badmintonverband. 1937 folgte der Start der Malaysia Open, eines der ältesten Badmintonturniere in Asien. Kurz nach dem Zweiten Weltkrieg wurde Malaya eine der führenden Nationen im Männerbadminton. Nach einem Qualitätseinbruch in den 1960er und 1970er Jahren schafften es die malaysischen Männer in den 1980er Jahren wieder zurück in die absolute Weltspitze, während die Frauen im moslemischen Malaysia den Männern im Vergleich zu den führenden Nationen im Badminton etwas nachstehen. Mit dem Sidek-Aufschlag ist eine Badmintontechnik nach einem malaysischen Brüderpaar benannt worden.
Der Verband wurde Mitglied in der Badminton World Federation, damals als International Badminton Federation bekannt und 1959 ebenfalls Gründungsmitglied im kontinentalen Dachverband Badminton Asia Confederation, damals noch unter dem Namen Asian Badminton Confederation firmierend.

## Bedeutende Veranstaltungen, Turniere und Ligen
- Malaysia Open
- Malaysia International
- Malaysia International Series
- Malaysische Meisterschaft
- Kedah Open
- Pahang Open
- Perak Open
- Penang Open
- Selangor Open
- Leong Sin Nam Trophy, Männermannschaftswettbewerb
- Permaisuri Trophy, Frauenmannschaftswettbewerb

## Präsidenten
- 1934–1937: John L. Woods[3]
- 1947–1949: Lim Chuao Geok
- 1949: Heah Joo Seang
- 1950–1953: Khoo Teik Ee
- 1954–1959: Heah Joo Seang
- 1960: Low Hoot Yeang
- 1961–1985: Tan Sri Mohd Khir Johari
- 1985–1993: Tan Sri Elyas Omar
- 1993–2000: Dato' Dr. Abdullah Fadzil Che Wan
- 2000–2013: Dato' Sri Mohd Nadzmi Mohd Salleh
- 2013–2017: Tengku Mahaleel Tengku Ariff (durch Krankheit ab 2015 keine Wahrnehmung der Aufgaben)
- 2015–2017: Mohd Al-Amin Abdul Majid (kommissarisch)
- seit 2017: Mohamad Norza Zakaria